# تايو أجاي ليسيت
تايو أجاي ليسيت (بالإنجليزية: Taiwo Ajai-Lycett)‏ (مواليد 3 فبراير 1941)، هي مُمثلة نيجيرية وصحفية ومُقدمة برامج وخبيرة في التجميل.